# 大冶鉄鉱
大冶鉄鉱（だいやてっこう、大冶鉄山とも）は、中国湖北省黄石市にある鉄山。
清朝末期（1890年代）、張之洞の肝煎りで設置された漢陽鉄政局によって運営されていた。その頃日本では、八幡製鉄所の建設が進められていたが、当初計画されていた岩手県の釜石鉱山からの鉄鉱石の調達が予想以下に留まることが判明したため、急遽日本国外からの鉄鉱石調達が必要となった。そこで目を付けられたのが揚子江の南岸にあり、日本までの鉄鉱石の輸送が容易であった大冶鉄山であった。漢陽鉄政局も大冶の鉄鉱石から鉄鋼を作るために必要なコークスの調達に苦慮しており、日本産石炭を原料とするコークスの輸入を検討していた。そこで日清双方が協議をした結果、1899年に品位60％の鉄鉱石を2.4円/ｔの価格で5万ｔ分（12万円分相当）を15年にわたって供給する契約が結ばれて八幡製鉄所が操業開始する前年の1900年から輸入が開始された。その後、義和団の乱での勝利を機に日本側が圧迫を加え、1904年には日本への供給量の増加と期間の30年への変更を認めさせた。
そして、1908年に日本は多額の借款と引き換えに漢陽鉄廠（製鉄所）・大冶鉄鉱（鉄鉱石）・萍郷炭鉱（石炭）を合併させ、湖北・江西省にかけての揚子江流域一帯に原料から製品までを一貫経営で行える製鉄の一大拠点の設置に着手した。これが漢冶萍公司（漢冶萍煤鉄鉱廠有限公司）であった。以後も借款と引換に契約期限の更新を行い、更に対華21ヶ条要求の重要な舞台の1つにもなった（同第3号）。この間にも日本への鉄鉱石供給は急速に増加し、1924年には年間68万ｔにも達した。
だが、昭和期に入り、漢冶萍公司の経営危機によって次第に生産は下降線をたどる。1938年10月、日本軍は大冶鉄鉱を占領してこれを日本製鐵に与えた。1942年には年間145万ｔの生産高を記録したが、日本軍の劣勢とともにこれを日本に輸送することが困難となり、1945年の日本の敗戦によって再び中国の手に戻った。